# Birkenwerder
Birkenwerder – gmina w Niemczech w kraju związkowym Brandenburgia, w powiecie Oberhavel. położona na północ od Berlina.
W gminie znajduje się przystanek kolejowy

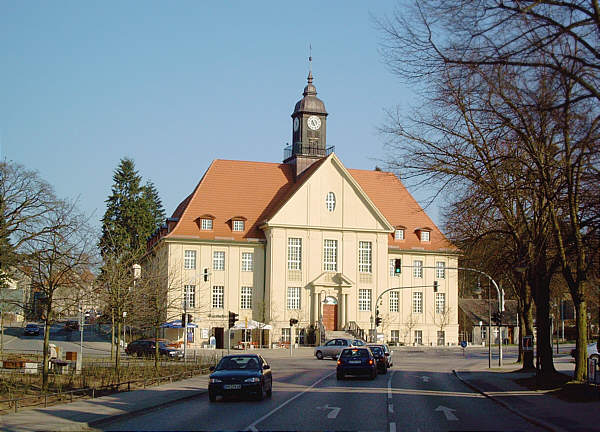
Ratusz